# Philipp Bargfrede
Philipp Bargfrede (* 3. März 1989 in Zeven) ist ein deutscher Fußballspieler.

## Werdegang

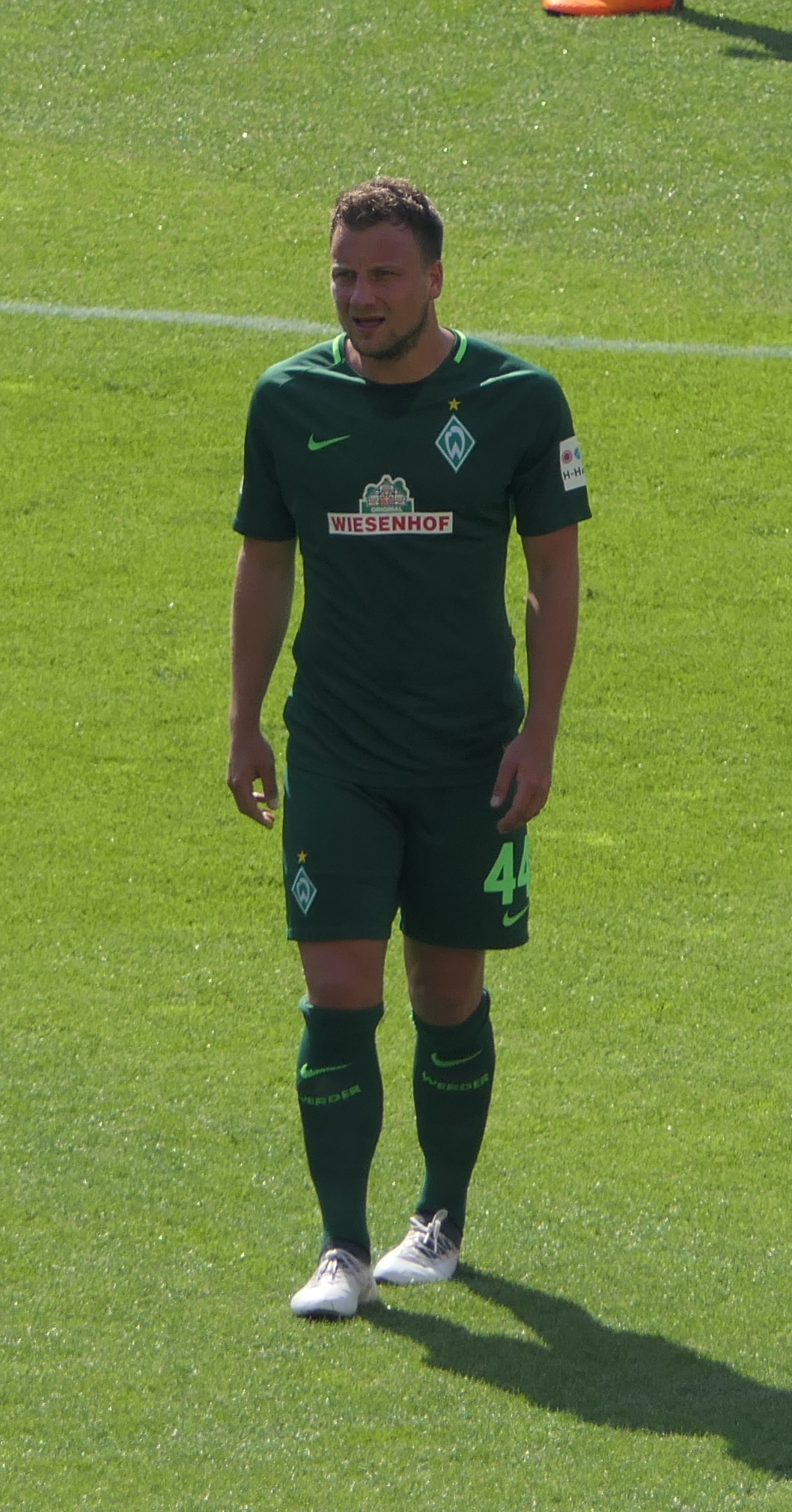
Philipp Bargfrede (2018)

Bargfrede wuchs im niedersächsischen Heeslingen zwischen Bremen und Hamburg auf und begann beim TuS Heeslingen (heute Heeslinger SC) mit dem Fußballspielen. 2004 wechselte er in die Juniorenabteilung des Bundesligisten Werder Bremen. Im Frühjahr 2008 kam er zu ersten Einsätzen in der zweiten Mannschaft des Vereins in der drittklassigen Regionalliga Nord. Ab der Saison 2008/09 spielte er für Werder Bremen II in der neugegründeten 3. Liga, absolvierte die Vorbereitung aber bereits unter Trainer Thomas Schaaf mit der ersten Mannschaft.
Seit der Spielzeit 2009/10 gehörte er zum Bundesligakader. Am 8. August 2009 bestritt er sein Erstligadebüt, als er bei der 2:3-Auftaktniederlage zu Hause gegen Eintracht Frankfurt in der 74. Minute für Tim Borowski eingewechselt wurde. Drei Tage später wurde er beim Lobanovskiy-Pokal in der Ukraine gegen die Türkei erstmals in der deutschen U21-Auswahl eingesetzt. Mit Werder Bremen nahm er an der Europa League 2009/10 teil und machte sieben Europapokalspiele bis zum Ausscheiden im Achtelfinale. In der folgenden Saison qualifizierte sich der SV Werder für die UEFA Champions League, Bargfrede kam zu acht Einsätzen, scheiterte mit dem Verein jedoch in der Gruppenphase. In der Vorbereitung auf seine fünfte Bundesligasaison mit Werder verletzte er sich am Meniskus und fiel für vier Monate aus. Bei seiner Rückkehr in den Kader am 30. November 2013 erzielte er beim 4:4 gegen die TSG Hoffenheim sein erstes Bundesligator.
Nach der Saison 2019/20, in der Werder den Klassenerhalt erst in der Relegation erreichte, lief sein Vertrag aus. Bargfrede absolvierte für Werder 205 Bundesligaspiele, in denen er 6 Tore erzielte.
Ende Oktober 2020 kehrte der 31-Jährige nach knapp dreieinhalbmonatiger Vereinslosigkeit als Führungsspieler der zweiten Mannschaft (U23) zu Werder Bremen zurück. Gleichzeitig unterschrieb er einen Anschlussvertrag für ein Trainee-Programm im Trainerbereich, das parallel zu seiner Spieltätigkeit bei der U23 begann. Da der Spielbetrieb der viertklassigen Regionalliga Nord Anfang November 2020 aufgrund der COVID-19-Pandemie eingestellt wurde, absolvierte er kein Spiel. Mitte April 2021 kehrte er in das Mannschaftstraining der ersten Mannschaft zurück, die sich in der Saison 2020/21 erneut im Abstiegskampf befand. Am 29. sowie 30. Spieltag stand Bargfrede ohne Einsatz im Spieltagskader, ehe er am 31. Spieltag bei einer 1:3-Niederlage beim 1. FC Union Berlin sein Comeback in der Bundesliga gab. Auch bei den letzten drei Spielen stand Bargfrede ohne Einsatz im Spieltagskader der Profimannschaft, die in die 2. Bundesliga abstieg. In der Saison 2021/22 gehörte Bargfrede wieder planmäßig ausschließlich dem Kader der zweiten Mannschaft an. Am Saisonende stieg man in die Bremen-Liga ab.
Zur Saison 2023/24 schloss sich Bargfrede in der fünftklassigen Oberliga Niedersachsen dem Heeslinger SC, dem Nachfolgeverein seines Jugendvereins TuS Heeslingen, an.

## Privates
Bargfrede ist der Sohn des ehemaligen Fußballprofis Hans-Jürgen Bargfrede und gelernter Kaufmann im Einzelhandel.